# Чемпионат СССР по лёгкой атлетике в помещении 1971
Первый в истории чемпионат СССР по лёгкой атлетике в помещении 1971 года прошёл 27—28 февраля в Москве на зимнем стадионе «Спартак». На протяжении 2 дней были разыграны 22 комплекта медалей.
Турнир стал логическим продолжением Всесоюзных зимних соревнований в закрытом помещении, проводившихся в СССР с 1949 года в качестве главного старта зимнего сезона. Первый официальный чемпионат страны включил в себя 22 дисциплины лёгкой атлетики (12 у мужчин и 10 у женщин) и носил лично-командный характер.
Первой двукратной чемпионкой СССР в помещении стала Вера Попкова, выигравшая бег на 200 и 400 метров.
Иван Иванов с большим отрывом стал первым на дистанции 800 метров с результатом 1.48,4.
Победу в командном первенстве одержала сборная РСФСР.

## Командное первенство
| Место | Команда   |
| ----- | --------- |
| 1     | РСФСР     |
| 2     | Москва    |
| 3     | Ленинград |

## Медалисты

### Мужчины
| Дисциплина        | Золото                                   | Золото  | Серебро                                   | Серебро | Бронза                               | Бронза  |
| ----------------- | ---------------------------------------- | ------- | ----------------------------------------- | ------- | ------------------------------------ | ------- |
| 60 м              | Валерий Борзов Украинская ССР Киев       | 6,5     | Борис Изместьев РСФСР Московская область  | 6,6     | Владислав Сапея Москва               | 6,6     |
| 400 м             | Семён Кочер РСФСР Орджоникидзе           | 48,4    | Борис Савчук Ленинград                    | 48,7    | Евгений Борисенко РСФСР Горький      | 49,0    |
| 800 м             | Иван Иванов РСФСР Оренбург               | 1.48,4  | Виктор Тумов РСФСР Магадан                | 1.50,1  | Алексей Таранов РСФСР Ростов-на-Дону | 1.50,1  |
| 1500 м            | Владимир Пантелей Украинская ССР Харьков | 3.46,3  | Виктор Семяшкин Ленинград                 | 3.47,6  | Сергей Веселков Ленинград            | 3.47,7  |
| 3000 м            | Юрий Алексашин Москва                    | 7.59,2  | Михаил Желобовский Белорусская ССР Минск  | 8.01,2  | Николай Свиридов РСФСР Воронеж       | 8.01,4  |
| 60 м с барьерами  | Юрий Подтергера Ленинград                | 7,9     | Виталий Силаев Украинская ССР Львов       | 8,0     | Сергей Балабанов РСФСР Горький       | 8,0     |
| 110 м с барьерами | Виктор Балихин Белорусская ССР Брест     | 14,0    | Олег Степаненко Москва                    | 14,2    | Александр Косарев Москва             | 14,3    |
| Прыжок в высоту   | Сергей Будалов РСФСР Московская область  | 2,17 м  | Кестутис Шапка Литовская ССР Вильнюс      | 2,17 м  | Валентин Гаврилов Москва             | 2,14 м  |
| Прыжок с шестом   | Юрий Ханафин РСФСР Свердловск            | 5,10 м  | Геннадий Близнецов Украинская ССР Харьков | 5,00 м  | Юрий Исаков РСФСР Свердловск         | 5,00 м  |
| Прыжок в длину    | Игорь Тер-Ованесян Москва                | 7,83 м  | Валерий Подлужный Украинская ССР Донецк   | 7,78 м  | Михаил Барибан РСФСР Краснодар       | 7,72 м  |
| Тройной прыжок    | Виктор Санеев Грузинская ССР Сухуми      | 16,93 м | Геннадий Савлевич Украинская ССР Львов    | 16,33 м | Валентин Шевченко Москва             | 16,23 м |
| Толкание ядра     | Валерий Войкин Ленинград                 | 19,45 м | Римантас Плунге Литовская ССР Каунас      | 18,10 м | Геннадий Нефёдов РСФСР Волгоград     | 17,64 м |

### Женщины
| Дисциплина        | Золото                                     | Золото  | Серебро                                   | Серебро | Бронза                           | Бронза  |
| ----------------- | ------------------------------------------ | ------- | ----------------------------------------- | ------- | -------------------------------- | ------- |
| 60 м              | Ольга Чернова Москва                       | 7,3     | Галина Митрохина Москва                   | 7,3     | Вера Попова РСФСР Свердловск     | 7,3     |
| 200 м             | Вера Попкова Украинская ССР Львов          | 24,8    | Марина Сидорова Ленинград                 | 24,9    | Надежда Ильина Москва            | 25,0    |
| 400 м             | Вера Попкова Украинская ССР Львов          | 55,0    | Любовь Финогенова Москва                  | 55,5    | Галина Камардина РСФСР Воронеж   | 55,6    |
| 800 м             | Алла Колесникова Москва                    | 2.09,9  | Ниёле Сабайте Литовская ССР Вильнюс       | 2.10,7  | Людмила Брагина РСФСР Краснодар  | 2.11,2  |
| 1500 м            | Людмила Брагина РСФСР Краснодар            | 4.20,2  | Раиса Диястинова РСФСР Горький            | 4.24,7  | Ольга Двирна РСФСР Иваново       | 4.27,0  |
| 60 м с барьерами  | Людмила Иевлева Грузинская ССР Тбилиси     | 8,2     | Светлана Нестеренко Украинская ССР Донецк | 8,4     | Татьяна Полубоярова Ленинград    | 8,4     |
| 100 м с барьерами | Валентина Тихомирова РСФСР Орёл            | 13,7    | Вера Ткаченко Казахская ССР Караганда     | 14,0    | Наталья Лебедева Москва          | 14,1    |
| Прыжок в высоту   | Антонина Лазарева РСФСР Московская область | 1,74 м  | Валентина Чулкова Узбекская ССР Ташкент   | 1,74 м  | Аделаида Гертиг Ленинград        | 1,74 м  |
| Прыжок в длину    | Алла Смирнова Белорусская ССР Минск        | 6,38 м  | Таисия Орлова РСФСР Московская область    | 6,23 м  | Хелена Ринга Латвийская ССР Рига | 6,17 м  |
| Толкание ядра     | Надежда Чижова Ленинград                   | 18,62 м | Антонина Иванова Москва                   | 17,94 м | Галина Некрасова Москва          | 16,90 м |